# 蒂斯馬納
蒂斯馬納是羅馬尼亞的城鎮，位於該國西南部，距離首府特爾古日烏25公里，由戈爾日縣負責管轄，面積307.79平方公里，海拔高度216米，2009年人口7,816，大多數居民信奉東正教。